# Горња Ораовица
Горња Ораовица је насељено мјесто у општини Двор, у Банији, Сисачко-мославачка жупанија, Република Хрватска.

## Историја
Горња Ораовица се од распада Југославије до августа 1995. године налазила у Републици Српској Крајини.

## Становништво
Насеље је према попису становништва из 2011. године имало 36 становника.
| Националност       | 1991. | 1981. | 1971. | 1961. |
| Срби               | 112   | 107   | 140   | 205   |
| Југословени        |       | 31    | 13    |       |
| Хрвати             |       | 1     |       | 3     |
| остали и непознато | 2     | 1     |       |       |
| Укупно             | 114   | 140   | 153   | 208   |

| Демографија | Демографија | Демографија |
| Година      | Становника  | Становника  |
| ----------- | ----------- | ----------- |
| 1961.       | 208         |             |
| 1971.       | 153         |             |
| 1981.       | 140         |             |
| 1991.       | 114         |             |
| 2001.       | 37          |             |
| 2011.       |             | 36          |